# Matěj Alsaský
Matěj Alsaský (francouzsky Mathieu d'Alsace, 1137? – 25. července 1173) byl hrabě z Boulogne, který kvůli vidině hrabství unesl dědičku z kláštera a byl pro svůj čin exkomunikován.

## Život
Narodil se jako mladší syn flanderského hraběte Dětřicha a Sibyly, dcery Fulka z Anjou. Roku 1160 se souhlasem krále, který se obával možnosti navrácení hrabství francouzské koruně, unesl z kláštera Romsey místní abatyši Marii, dědičku hrabství Boulogne a vynutil si sňatek. Papež roku 1162 Matěje exkomunikoval a v prosinci 1169 manželství prohlásil za neplatné. Marie odešla do kláštera v Montreuil-sur-Mer, dvě dcery narozené z manželství byly legitimizovány.
Matěj zůstal nadále hrabětem a roku 1170 se oženil s Eleonorou z Vermandois a neúspěšně se pokoušel se o zplození syna, kterého flanderský rod tolik potřeboval. Společně s králem Ludvíkem a svým bratrem Filipem se účastnil se odboje Jindřicha Mladíka proti králi Jindřichovi. Při obléhání normandského Driencourtu byl zasažen šipkou do nohy. Po několika dnech na důsledky zranění zemřel. Byl pohřben v premonstrátském klášteře Saint-Josse-sur-Mer, jeho náhrobek je v současnosti v depozitáři muzea v Boulogne-sur-Mer.